# Clavogaster novozelandicus
Clavogaster là một chi nấm trong họ Agaricaceae. Đây là chi đơn loài, chứa một loài Clavogaster novozelandicus.